# Muzhappilangad
Muzhappilangad es una ciudad censal situada en el distrito de Kannur en el estado de Kerala (India). Su población es de 23709 habitantes (2011). Se encuentra a 12 km de Kannur y a 78 km de Kozhikode.

## Demografía
Según el censo de 2011 la población de Muzhappilangad era de 23709 habitantes, de los cuales 10695 eran hombres y 12744 eran mujeres. Muzhappilangad tiene una tasa media de alfabetización del 96,84%, superior a la media estatal del 94%: la alfabetización masculina es del 98%, y la alfabetización femenina del 95,86%.